# Augustastraße 11 (Neustrelitz)

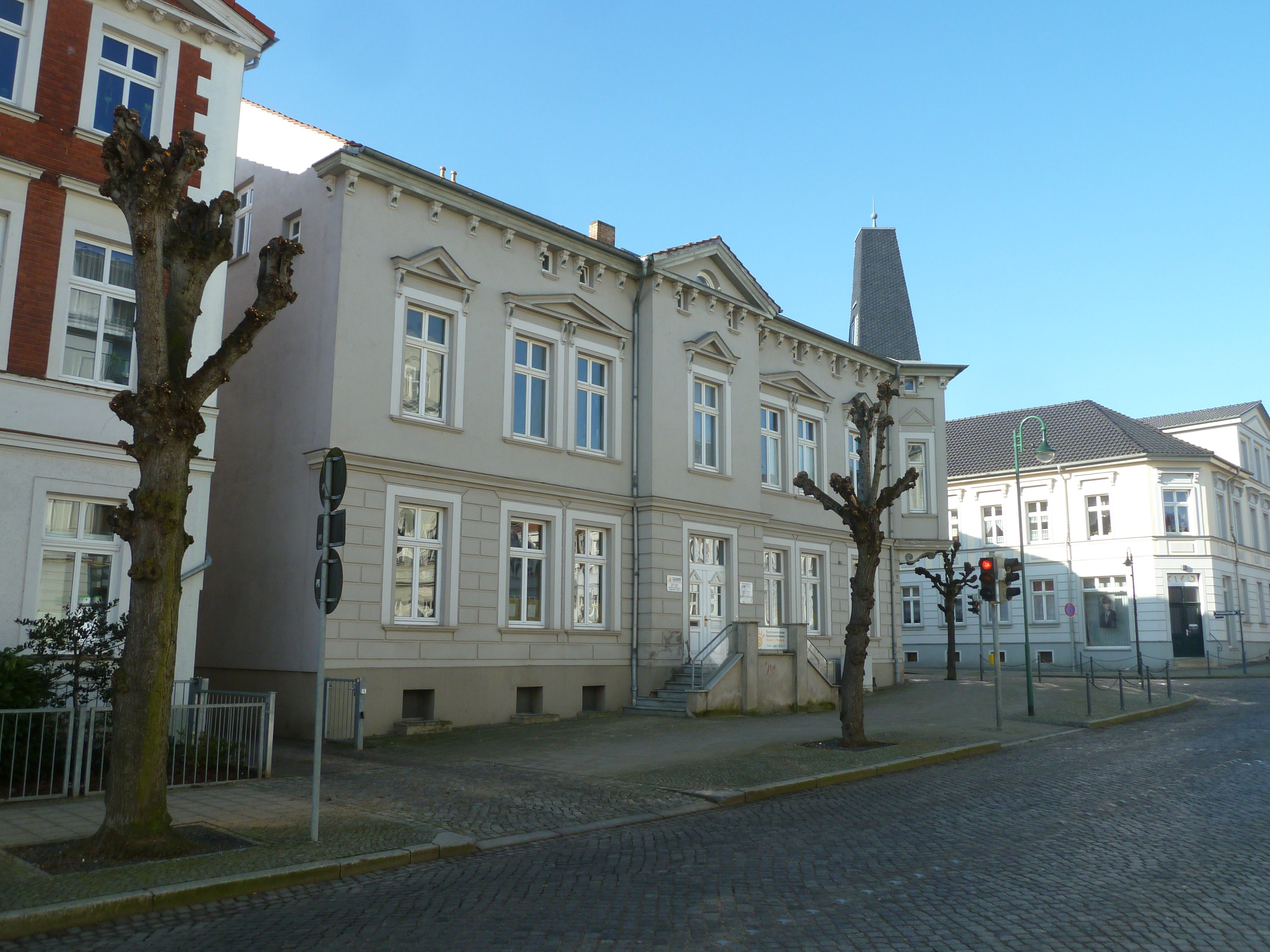

Das Wohnhaus Augustastraße 11 in Neustrelitz (Mecklenburg-Vorpommern) stammt aus der Mitte des 19. Jahrhunderts.
Das Gebäude steht unter Denkmalschutz.

## Geschichte
Das zweigeschossige historisierende Eckgebäude mit Fassadenelementen im Stil der Gründerzeit, mit der markanten Eckausbildung, den beiden Giebelrisaliten, dem Mezzaningeschoss sowie einem hohen Sockelgeschoss wurde in der Mitte des 19. Jahrhunderts gebaut.
Im Rahmen der Städtebauförderung wurde das Gebäude um 1993/95 saniert und die Fassade rekonstruiert. 
An der Augustastraße im Bahnhofsumfeld stehen eine Reihe repräsentativer zwei- und dreigeschossiger Wohnhäuser.